# MűvészetMalom
A MűvészetMalom Szentendre egyik kulturális intézménye a Bogdányi u. 32. szám alatt.
Elsősorban kortárs és modern művészeti galéria, de emellett előadások, társművészeti produkciók színhelye is.

## A MűvészetMalom története
A szentendrei fűrészmalom 19. század végi épülete Magyarország egyik legérdekesebb, legkülönlegesebb kiállítóhelye. Korniss Dezső és Deim Pál festőművészek ötlete alapján a Szentendre Művészetéért Alapítvány kezdeményezésére és a Szentendrei Építész Egylet együttműködésével jött létre, és 1998-ban avatták fel, majd 1999 júniusában nyílt meg a nagyközönség számára. Az alapítók célja a 20. századi szentendrei művészet időszaki kiállításon történő bemutatása mellett egy modern művészeti központ létrehozása volt.
Az európai uniós pályázat keretében megújult, új szárnyakkal kibővült MűvészetMalom az alapítók elképzeléseinek megfelelően működött tovább, a szentendrei Ferenczy Múzeum, megyei hatókörű városi múzeum szakmai irányításával 2012 eleje óta.2016 januárjától a szentendrei kis múzeumokat működtető Ferenczy Múzeumi Centrum intézménye.
A négy egységből álló (északi szárny, középső szárny, déli szárny, zárt udvar) MűvészetMalmot Szentendre városán belüli elhelyezkedése, az épület hangulata, különlegessége, több mint egy évtizedes múltja alkalmassá teszi arra, hogy nemcsak országos viszonylatban, hanem Közép-Európai vonatkozásban is a kortárs képzőművészet meghatározó centruma legyen.

## A MűvészetMalom küldetése
A MűvészetMalom, mint európai uniós pályázat eredményeképpen bővített kiállítási központ olyan intézmény, amely az ország harmadik legnagyobb kiállítóhelye, a magyar szellemi-művészeti köztudat, a kulturális-turisztikai piac fontos része.
A MűvészetMalom, mint reprezentatív kiállítóhely bemutatja és közkinccsé teszi mindazon értékeket, melyek a szentendrei művészet történetére, művészettörténeti jelentőségére és jelenére vonatkoznak.
Az eredetileg 33 helyi képzőművész által megalapított művészeti centrum a Szentendre városában élő kortárs alkotóművészek központi kiállítóhelye, ahol műfaji hovatartozástól, stílustörekvésektől és korosztálytól függetlenül csoportos és egyéni bemutatkozási lehetőséget kapnak.
A MűvészetMalom a szentendrei műemlék belváros központjában, a kialakuló új múzeumi-kiállítási tengelyben folyamatosan biztosítja a helyi illetve a városba látogató közönség számára az értékes, tartalmas, sokoldalúan érdekes, szórakoztató, változatos szabadidő eltöltés lehetőségét, helyet biztosítva kiállítások és társművészeti rendezvények számára.
Kelet-közép-európai viszonylatban a MűvészetMalom kapcsolatokat épít ki a 20. században és korunkban a szentendreihez hasonló művészeti elveket valló, hasonlóan működő művészeti központokkal, ezen belül különös hangsúllyal a határainkon túli magyarság és a velük együtt élő nemzetek műhelyeivel.
Nemzetközi szinten cél a „Szentendre art brand” megteremtése, a szentendrei művészet jelenlétének biztosítása külföldi kiállítóhelyeken, múzeumokban, galériákban, s ezzel párhuzamosan az egyetemes 20-21. századi művészeti irányzatok, törekvések és kiemelkedő művészek, művészeti csoportok bemutatása Szentendrén.

## Korábbi kiállítások, válogatás
- Kmetty János-emlékkiállítás
- Európa művésztelepei: Nagybánya
- Színes szobrok a 21. századból
- Czimra Gyula-emlékkiállítás
- DEDUKCIÓ - I. Szobrász Biennále, (2009. május 17.– június 21.)

## Külső hivatkozások
- Ferenczy Múzeumi Centrum
- Bővebben az Artportalon